# Charleston Southern University
Charleston Southern University är ett privat universitet i North Charleston i South Carolina i USA, grundat 1964 som Baptist College. Baptistpastorn John A. Hamrick valdes till universitetets första rektor och han efterträddes 1984 av Jairy C. Hunter. Universitetsstatus uppnåddes år 1991 och då byttes även namnet till Charleston Southern University.

## Kända alumner
- Tim Scott, senator
- Charles Simpkins, friidrottare